# باد بالمر
باد بالمر (14 سبتمبر 1921 بهوليوود في الولايات المتحدة - 19 مارس 2013 بويست بالم بيتش في الولايات المتحدة) (بالإنجليزية: Bud Palmer)‏ هو لاعب كرة سلة أمريكي في مركز هجوم قوي الجسم. لعب مع نيويورك نيكس.

## وصلات خارجية
- باد بالمر على موقع إن بي أي (الإنجليزية)
- باد بالمر على موقع سبورتس رفرنس (الإنجليزية)
- باد بالمر على موقع ريلجم (الإنجليزية)
- باد بالمر على موقع بروبوليرز (الإنجليزية)